# Декларування доходів та майна державних посадових осіб
Декларація про доходи та майно державних посадових осіб — щорічна декларація, яка подається державними службовцями та іншими публічними посадовими особами відповідно до законодавства про державну службу та закону про протидію корупції.

## Історія
Першою оприлюднювати декларації почала Велика Британія — ще 1974 року. Через кілька років — США, у 1980-х більшість європейських країн, починаючи з Іспанії і Італії в 1982, Португалії — 1983 році. В Радянському союзі цього не робили, а в незалежній Україні почали з 1993 року. Хоча насправді система запрацювала лише 1997-го, коли затвердили бланки для декларацій.

## Ключові засади

### Конвенція Організації Об'єднаних Націй проти корупції
Декларування доходів та майна публічних посадових осіб закріплено в Конвенції Організації Об'єднаних Націй проти корупції (стаття 8), у документах Світового банку, Організації Економічного Співробітництва і Розвитку та інших міжнародних інституцій.
Система декларацій існує в багатьох країнах світу, проте єдиного стандарту немає, і в кожній країні система має свої особливості. У той же час всі системи будуються навколо двох ключових цілей: запобігання незаконного збагачення або врегулювання конфлікту інтересів.

### Терміни
Незаконне збагачення — це значне збільшення активів державної посадової особи, яке перевищує її законні доходи і які вона не може раціонально обґрунтувати. Незаконне збагачення відповідно до цієї статті визнається кримінально-караним діянням.
Конфлікт інтересів — ситуація, за якої особиста зацікавленість публічної посадової особи (пряма або непряма) впливає або може вплинути на об'єктивне виконання ним посадових обов'язків, і при якій виникає або може виникнути протиріччя між особистою зацікавленістю посадової особи та законними інтересами інших осіб.

### Зміст декларацій
Окрім загальних відомостей, таких як ім'я, місце проживання, посада, склад сім'ї, декларація зазвичай містить:
- відомості про доходи
- відомості про нерухоме майно
- відомості про транспортні засоби
- банківські вклади, цінні папери

### Перевірка декларацій
Зазвичай декларація заповнюється особою без контролю, тому можливі зловживання. Це обумовлює необхідність перевірки після її подання. Перевірка декларації здійснюється за допомогою інформації з реєстрів майна та від банківских установ.
У деяких країнах автоматизована система подання декларацій підключена до державних реєстрів та банківських установ. У цьому випадку участь декларанта у заповненні мінімальна.

## Світові особливості
У Китаї всі державні службовці зобов'язані щорічно подавати інформацію про свої витрати і доходи, а також про витрати і доходи своїх близьких.
У Бразилії, Данії, США і Казахстані стосовно державних службовців застосовується тільки декларування доходів.
У Великій Британії члени Парламенту та члени Палати Лордів також зобов'язані декларувати свої доходи.
В Швеції, Норвегії та Канаді обов'язок подавати декларацію про доходи поширюється на всіх громадян, у тому числі державних службовців (без будь-яких особливостей).
У Фінляндії та Сінгапурі державні службовці щорічно надають звіти про свої витрати.
У Франції введено «податок на заможність», де бізнесмени і публічні громадяни сплачують податок вище, ніж середній клас громадян.

### В Україні
Подання та оприлюднення декларацій в Україні регулюється законом Про запобігання корупції.
До 2016 року посадовці та державні службовці подавали паперові декларації. Заповнювали їх від руки. Скани декларацій мали бути викладені на сайт державного органу, в якому працює декларант, або опубліковані в місцевій газеті. Також будь-хто міг ознайомитися з декларацією за письмовим запитом. Його розглядали протягом 5 днів.
У серпні 2016 року запрацював електронний реєстр декларацій державних службовців. Органом влади, що здійснює ведення та перевірку декларацій є Національне агентство з питань запобігання корупції. Перша хвиля декларування завершилася 30 жовтня 2016 року. Загалом було зареєстровано 114244 документа . Загальні обсяги задекларованих грошей та об'єктів нерухомості викликали природний шок у жителів України та всього світу .

### Право на приватність
1 листопада 2016 року МЗС України попросило Раду Європи оцінити е-декларування щодо дотримання права на приватність .
За законом, інформація про майно і кошти є конфіденційною. Але державних службовців ця норма не стосується, тому що їхні статки є важливою для суспільства інформацією. Конституційний суд 2012 року назвав таку публічність чиновників «додатковим правовим обтяженням», до якого слід бути готовим, йдучи на державну службу. Незалежно від того, є ти президентом чи сільським головою. Таке тлумачення суд дав на звернення Жашківської районної ради з проханням пояснити, чи не є збір і оприлюднення особистих даних посадових осіб втручанням в їхнє особисте життя і порушенням закону.

## Критика
Оприлюднення високої зарплати держслужбовців іноді призводить до зловмисних посягань на їх майно. Також висловлюється стурбованість, що певна інформація про чиновників вищого рангу може бути використана спецслужбами держави-агресора.